# Atlanta (Luisiana)
Atlanta es una villa ubicada en la parroquia de Winn en el estado estadounidense de Luisiana. En el Censo de 2010 tenía una población de 163 habitantes y una densidad poblacional de 58,17 personas por km².

## Geografía
Atlanta se encuentra ubicada en las coordenadas 31°48′23″N 92°44′18″O / 31.80639, -92.73833. Según la Oficina del Censo de los Estados Unidos, Atlanta tiene una superficie total de 2.8 km², de la cual 2.8 km² corresponden a tierra firme y (0%) 0 km² es agua.

## Demografía
Según el censo de 2010, había 163 personas residiendo en Atlanta. La densidad de población era de 58,17 hab./km². De los 163 habitantes, Atlanta estaba compuesto por el 67.48% blancos, el 28.22% eran afroamericanos, el 1.84% eran amerindios, el 0% eran asiáticos, el 0% eran isleños del Pacífico, el 0% eran de otras razas y el 2.45% pertenecían a dos o más razas. Del total de la población el 0.61% eran hispanos o latinos de cualquier raza.